# HW-02E
HW-02E (エイチダブリュウ-ゼロニイイー) は、ファーウエイ・テクノロジーズによって開発された、NTTドコモ用のNTTドコモの第3.9世代移動通信システム（Xi）と第3世代移動通信システム（FOMA）、および第2世代移動通信システム(GSM)、WiFiと4種類の電波を利用できるモバイルWi-Fi端末である。

## 概要
ファーウエイがHW-01C以来となるNTTドコモ向けに開発したモバイルWiFiルータとなる。大きな特徴としては、日本初のLTEで下り最大112.5Mbps／上り最大37.5Mbpsの（LTE、カテゴリー4）に対応した端末となる。また800M帯のXiに対応している。通信はXi、FOMA、無線LANのネットワークを自動で切り替えることができる。docomo Wi-Fiといった公衆無線LANを利用することも可能となっている。
電源投入から立ち上がりまでが5秒とはやく、常に待受にしておかなくてもすぐにWiFiルータが利用することが可能となり、必要な際のみ起動するような使い方をすれば電池の消耗を大幅に防ぐことが可能となる。また電池は1,780mAhとスマートフォン並みの容量となっており、元々の利用時間もHW-01Cなどに比べ大幅に伸びている。
1.45インチのディスプレーでは電波状況やパケット量、接続台数などが確認可能となっている他、Wi-Fi機器の初回接続時に必要なSSIDとセキュリティキーも確認できる。

## 歴史
- 2013年1月22日 - NTTドコモより発表。
- 2013年3月16日 - 発売開始

## アップデート・不具合など
2014年1月20日のアップデート
- 一部のパソコンとWi-Fiルータ（本体）をUSBケーブルで接続してデータ通信をした際、まれに正常に接続できない場合がある不具合を修正する。
- 一部のパソコンでHW-02E設定ツール画面を起動した際、項目名をクリックしてもまれに正常に動作しない場合がある不具合を修正する。
- ビルド番号が21.160.00.12.736から21.160.00.22.736になる。